# Marburg Open 2010
Il Marburg Open 2010 è un torneo professionistico di tennis maschile giocato sulla terra rossa, che faceva parte dell'ATP Challenger Tour 2010. Si è giocato a Marburgo in Germania dal 21 al 27 giugno 2010.

## Partecipanti

### Teste di serie
| Nazionalità | Giocatore            | Ranking* | Testa di serie |
| ----------- | -------------------- | -------- | -------------- |
| Slovenia    | Grega Žemlja         | 113      | 1              |
| Kazakistan  | Michail Kukuškin     | 117      | 2              |
| Spagna      | Albert Ramos Viñolas | 140      | 3              |
| Belgio      | Christophe Rochus    | 158      | 4              |
| Romania     | Victor Crivoi        | 175      | 5              |
| Ucraina     | Ivan Serheev         | 181      | 6              |
| Germania    | Dominik Meffert      | 186      | 7              |
| Argentina   | Gastón Gaudio        | 195      | 8              |

- Ranking al 14 giugno 2010.

### Altri partecipanti
Giocatori che hanno ricevuto una wild card:
- Matthias Bachinger
- Peter Gojowczyk
- Sebastian Rieschick
- Cedrik-Marcel Stebe

Giocatori passati dalle qualificazioni:
- Aljaksandr Bury
- Grigor Dimitrov
- Gero Kretschmer
- Guillaume Rufin
- Ilya Belyaev (Lucky Loser)
- Conor Niland (Lucky Loser)

## Campioni

### Singolare
Simone Vagnozzi ha battuto in finale  Ivo Minář con il punteggio di 2–6, 6–3, 7–5

### Doppio
Matthias Bachinger /  Denis Gremelmayr hanno battuto in finale  Guillermo Olaso /  Grega Žemlja con il punteggio di 6–4, 6–4